# Barrage El Abid
Le barrage El Abid (arabe : سد وادي العبيد) est un barrage tunisien inauguré en 2002 sur l'oued El Abid, à dix kilomètres au nord-est de Takelsa.
D'un volume de 9,6 millions de mètres cubes, l'eau du réservoir est principalement destinée à l'irrigation,.